# Rudolf Gonszar
Rudolf Gonszar (geboren 14. April 1907 in Berlin; gestorben 19. September 1971 in Frankfurt am Main) war ein deutscher Bassbariton. 

## Leben
Rudolf Gonszar studierte Gesang an der Staatlichen Akademische Hochschule für Musik Berlin. Er wurde 1930 vom Regisseur Carl Ebert als Sänger und Geiger im Berliner Lokal „Zigeuner Keller“ entdeckt und an die Städtische Oper Berlin geholt. Gonszar wirkte dort 1932 in den Uraufführungen von Der Schmied von Gent von Franz Schreker und Die Bürgschaft von Kurt Weill mit. In der Spielzeit 1934/35 ging Gonszar an das Stadttheater Königsberg und dann an das Frankfurter Opernhaus, wo er bis 1969 wirkte. 1940/42 sang er an der Wiener Volksoper und an der Wiener Staatsoper, 1943 zurück in Frankfurt in der Uraufführung der Oper Die Kluge von Carl Orff. Gonszar stand 1944 in der Gottbegnadeten-Liste des Reichsministeriums für Volksaufklärung und Propaganda. 
Er gastierte zwischen 1955 und 1961 an der Staatsoper Berlin in Ost-Berlin und gab 1956 in Zürich den Hans Sachs in den Meistersingern von Nürnberg. 